# Arkadij Tjernysjov
Arkadij Ivanovitj Tjernysjov (ryska Арка́дий Ива́нович Чернышёв), född 16 mars 1914 i Moskva, Ryssland, död 22 oktober 1992, var en sovjetisk ishockey- och fotbollsspelare, som spelade i den sovjetiska ishockeyligan, samt var tränare för HK Dynamo Moskva och en betydelsefull tränare för Sovjetunionens herrlandslag i ishockey.
Han vann tre sovjetiska ligatitlar i fotboll, såväl som fem sovjetiska ligatitlar i bandy.
Han var huvudansvarig tränare för Dynamo Moskavas ishockeylag, med två ligatitlar som resultat. Han var mellan åren 1948 och 1972 ansvarig coach för Sovjetunionens ishockeylandslag, vilket ledde till elva VM-titlar, elva EM-titlar och fyra guld i de olympiska vinterspelen.
Han blev invald i den ryska och sovjetiska hockeyns Hall of Fame 1948, och invald i IIHF Hall of Fame 1999. 
Kontinental Hockey League har uppkallat en av sina fyra divisioner efter honom.

## Meriter

### Spelarkarriär
- Ishockey, spelade som forward med Dynamo Moskva, gjorde 4 mål på 11 matcher i den sovjetiska ligan mellan åren 1946 och 1948
- Sovjetisk mästare i ishockey 1947
- Sovjetisk mästare i bandy 1937, 1938, 1940, 1941, 1948
- Sovjetisk mästare i fotboll 1937, 1940, 1947

### Tränarkarriär
- Spelande tränare i Dynamo Moskva 1946 till 1948
- Dynamo Moskva tränare 1948 till 1975
- Dynamo Riga tränare in 1971 till 1977
- Sovjetisk mästare 1947, 1954
- Förbundstränare för Sovjetunionens ishockeylandslag 1954-1957, 1961-1972, 1977-1992
- VM-guld 1954, 1956, 1963-1971
- OS-guld 1956, 1964, 1968, 1972